# 茂原七夕まつり
茂原七夕まつり（もばらたなばたまつり）は、千葉県茂原市で毎年7月下旬に開催される七夕祭りである。

## 概要
- 開催期間：7月下旬の金曜日～日曜日（3日間）
- 会場：茂原市JR茂原駅周辺商店街[3]

関東地方の夏祭りとしては有数の規模を誇り、2015年（平成27年）の来場者数は約82万人であり、佐原の大祭（香取市）の約76万人、毎年同時期に行われる柏まつり（柏市）の約72万人を上回って千葉県内の祭りでは首位となっている。2014年（平成26年）7月で第60回となった。
平塚・狭山と共に関東三大七夕祭りの1つに挙げられる。この3日間に、茂原駅の周辺商店街が七夕飾りで埋め尽くされる七夕祭りである。七夕飾りはコンテストも行われる。
2014年（平成26年）にはイベント会場が新設され、土曜日の「もばら阿波おどり」、日曜日の「YOSAKOI鳴子おどり」や「七夕おどり」なども開催され、ミニコンサートも行われている。
祭りの模様は例年8月上旬に千葉テレビ放送で1時間枠で放送され、この番組では祭りの模様（主に、「もばら阿波おどり」の模様）と茂原市周辺の観光スポット情報があわせて紹介される。なお、2018年（平成30年）は後述する土曜日の中止のため、前年2017年（平成29年）の阿波おどりを振り返るVTRを放送するなどして凌いだ。2019年（令和元年）は鼓笛隊パレードなどが天候により中止するなどイベント内容に大きな支障をきたした。

## 歴史
- 1955年（昭和30年） - 第1回茂原七夕祭りを開催[1]。
- 1976年（昭和51年） - 第1回もばらおどり開催
- 2000年（平成12年） - 第1回ちばYOSAKOI夏の陣開催
- 2004年（平成16年） - 茂原七夕祭り50周年
- 2009年（平成21年） - 第55回茂原七夕まつり

第55回では、明治以降初めて、明治6年に明治政府が太政官布告第一号をもって廃止した日本伝統の七夕が再現された。その再現された内容は、七夕七遊（『古事類苑』−「古今要覧稿」−時令）にちなんで、性が作曲しジョン・海山・ネプチューン等が実演した「七調子管弦」と七拍子の郢曲、七十首の川柳と俳句、先着70名のビンゴ大会、飲料７本購入で景品、７チーム対抗クイズ他、計７種であった。
同七夕祭りに参加した千葉県立長生高等学校社会科研究部は、『七夕まつりを追って！　―七夕行事の移り変わり―』と題する研究で、奈良県と奈良大学が共同主催する第3回（2009年）全国高校生歴史フォーラムにおいて、優秀賞を受賞した。
- 2011年（平成23年） - 東日本大震災の影響による節電協力のため、全イベントを19:00で終了し、ライトアップは中止
- 2014年（平成26年） - 第60回茂原七夕まつり[3]。60周年を記念して『天の川 暦めぐりて 夢あらた』というキャッチコピーが設定された。
- 2018年（平成30年） - 台風12号の影響により、7月28日（土）の七夕飾りつけ・「もばら阿波おどり」等のイベント中止[8]。なお、祭り自体が中止になるのはこれが初めてのことである。
- 2020年（令和2年） - 新型コロナウイルスの影響で中止となる。
- 2021年（令和3年） - 前年に引き続き、新型コロナウイルスの影響で中止となる[9]。
- 2022年（令和4年） - 前年に引き続き、新型コロナウイルスの影響で中止となり、これで3年連続での中止となった[10]。

## 主なイベント
- もばら阿波おどり

第23回（1976年）から開始。当初は「もばらおどり」として開催されていた。2008年の第54回から「もばら阿波おどり」と改名。周回コースとなる。毎年地元の連が10連程度参加しているほか、東京高円寺阿波おどりからも招待連を招いている。2017年は、高円寺だけでなく南越谷阿波踊りからも招待連を招いていた。逆に、茂原の地元連が合同で「もばら阿波おどり連友会」として、毎年高円寺阿波おどりに参加している。2017年は南越谷阿波踊りにも参加する予定だったが、参加予定だった8月19日（土曜）が荒天中止になったため、現段階で「もばら阿波おどり連友会」として南越谷阿波踊りへの参加は実現していない。
- ちばYOSAKOI夏の陣

第46回（2000年）から開始。こちらは地元だけではなく、他の千葉県内ないし他都道府県の団体が参加することがある。